# (有) さだまさし大世界社
『(有) さだまさし大世界社』（ゆうげんがいしゃ さだまさし だいせかいしゃ）は、1994年4月から1998年3月まで文化放送などで放送された、さだまさしがパーソナリティを務めるラジオ番組である。

## 番組概要
本番組は、『さだまさしのセイ!ヤング』の後継番組として、土曜日の日中（文化放送は15時から15時55分、ABCラジオは13時5分から14時）の55分間に時間枠を移して、録音番組としてスタートしたものである。上記2局の他には東海ラジオにスポンサー付きでネットされ、他ノンスポンサーで配信された地方局も多々存在する。
コンセプトとしては、さだが架空の「有限会社さだまさし大世界社」の代表取締役社長に就任し、アシスタントとして出演した廣田泰永（さだのマネージャー）や寺島尚正（文化放送アナウンサー）、リスナーを「同社」の社員と位置づけた、会社仕立ての番組であるが、ほとんどの内容は『さだまさしのセイ!ヤング』から引き継いでいた。また、協賛社（スポンサー）も『セイ!ヤング』からの引継ぎであった他、リスナーからの便りを紹介するに当たり、さだは「（都道府県・市区町村名）の（リスナー名・ペンネーム）さん。いらっしゃい」という挨拶を欠かしていなかった。

## 主なコーナー
大分合同新聞ミニ事件簿
大分県のローカル紙「大分合同新聞」夕刊に掲載される、ちょっとした事件や話題を取り上げる。同紙が選ばれたのは、「大分合同新聞社」が新聞社としては珍しい有限会社組織であったため。
は～い社長、おハガキで～す！
社員（リスナー）からのハガキを読むコーナー。